# Abdoulie Sanyang
Abdoulie Sanyang (8 mei 1999) is een Gambiaans voetballer die sinds 2020 uitkomt voor K. Beerschot VA. Sanyang is een aanvaller.

## Clubcarrière

### Lommel SK
In de zomer van 2019 maakte Sanyang samen met zijn landgenoten Alieu Jallow en Salif Kujabi de overstap van de Superstars Academy FC naar de Belgische tweedeklasser Lommel SK. Sanyang, Jallow en Kujabi waren de drie eerste Gambianen die de overstap maakten van de Superstar Academy, die in handen is van toenmalig Lommel-eigenaar Udi Shochatovitch, naar Limburg.
In tegenstelling tot Kujabi en Jallow kreeg Sanyang al in zijn eerste maanden bij Lommel speelkansen. Bij zijn officiële debuut, op 17 augustus 2019 tegen RE Virton, mocht hij in de 59e minuut invallen voor Alessandro Cerigioni. Na zijn debuut speelde hij een maand niet, tot hij een basisplaats kreeg in de bekerwedstrijd tegen Standard Luik. Sanyang kwam tegen de Luikenaars tot scoren, maar kon de 2-1-nederlaag niet vermijden. Drie dagen later kreeg hij ook in de competitie een basisplaats tegen KSC Lokeren, en nadien kreeg hij in elke daaropvolgende competitiewedstrijd een basisplaats.

### Beerschot VA
In augustus 2020 nam Beerschot VA het huurcontract van Lommel over. In tegenstelling tot Lommel het jaar daarvoor bedong Beerschot wél een aankoopoptie in het huurcontract.

## Clubstatistieken
| Seizoen         | Club            | Land            | Competitie      | Competitie | Competitie | Beker | Beker | Supercup | Supercup | Europees | Europees | Totaal | Totaal |
| Seizoen         | Club            | Land            | Competitie      | Wed.       | Dlp.       | Wed.  | Dlp.  | Wed.     | Dlp.     | Wed.     | Dlp.     | Wed.   | Dlp.   |
| --------------- | --------------- | --------------- | --------------- | ---------- | ---------- | ----- | ----- | -------- | -------- | -------- | -------- | ------ | ------ |
| 2019/20         | → Lommel SK     | Vlag van België | Eerste klasse B | 22         | 2          | 1     | 1     | —        | —        | —        | —        | 23     | 3      |
| 2020/21         | → Beerschot VA  | Vlag van België | Eerste klasse A | 19         | 0          | 0     | 0     | —        | —        | —        | —        | 19     | 0      |
| Carrière totaal | Carrière totaal | Carrière totaal | Carrière totaal | 41         | 2          | 1     | 1     | 0        | 0        | 0        | 0        | 42     | 3      |

Bijgewerkt op 11 november 2020.
2 Dagba ·
3 Matthys ·
4 Plat ·
5 Mbe Soh ·
6 Fayed ·
7 Reyners ·
8 Henderson ·
9 Kosiah ·
10 Verlinden ·
11 Krüger ·
13 Doucouré ·
16 Al-Ghamdi ·
17 Al-Sahafi ·
18 Sanusi  ·
19 Thiam ·
21 Vargas ·
25 Colassin ·
26 Tshimanga ·
27 Keita ·
28 Weymans ·
30 Huiberts ·
32 Wright-Phillips ·
33 Shinton ·
42 Martha ·
47 Cagro ·
51 De Stobbeleir ·
55 Nzouango ·
66 Tolis ·
71 Matijaš ·
Coach: Kuijt